# Museu do Oriente
O Museu do Oriente é um museu de temática oriental instalado no Edifício Pedro Álvares Cabral, na Avenida de Brasília, na zona de Alcântara, na atual freguesia da Estrela, em Lisboa, tendo sido inaugurado no dia 8 de Maio de 2008.
A actual directora do museu é a Dr.ª Graça Mendes Pinto.

## O Edifício
O edifício que alberga o Museu do Oriente é propriedade da Fundação Oriente tratando-se de uma construção portuária do início dos anos quarenta do séc. XX. Da autoria do arquitecto João Simões Antunes, nele funcionaram os antigos armazéns da Comissão Reguladora do Comércio do Bacalhau, sob tutela da Administração do Porto de Lisboa. Destinava-se à armazenagem de bacalhau. Com uma grande superfície e seis pisos de altura, apresentando uma escala e volumetria que dominam a zona portuária de Alcântara, caracteriza-se pela sua elementaridade e a quase total inexistência de janelas, em função da armazenagem para a qual foi concebido. Está organizado longitudinal e simetricamente centrado num corpo central, ladeado por duas alas ligeiramente mais baixas. Apresenta no alçado Norte dois baixos-relevos do escultor Barata Feyo. Interiormente destacam-se a densa e obsessiva estrutura de robustos pilares de planta quadrada, que se estende ao longo da superfície dos vários pisos e o reduzido pé-direito que estes apresentam.
Inicialmente classificado como Património Municipal, foi classificado como Monumento de Interesse Público (MIP) em 15 de junho de 2010.

## Coleções
O Museu reúne colecções que têm o Oriente como temática principal. O acervo que constitui a base das exposições permanentes do Museu do Oriente divide-se em duas grandes colecções.
A primeira, alusiva à presença portuguesa na Ásia, é constituída por mais de dois milhares de objectos artísticos e documentais, fruto de uma política de aquisições levada a cabo pela Fundação Oriente desde a sua constituição, junto dos mercados de arte nacionais e internacionais. Integra várias peças excepcionais, com destaque para biombos chineses e japoneses dos séculos XVII e XVIII, peças de arte namban de grande raridade, porcelanas brasonadas da Companhia das Índias para o mercado português e porcelanas decoradas com temática ocidental de exportação para o mercado europeu ou um significativo núcleo relacionado com as culturas dos povos de Timor.
A segunda grande colecção encontra-se reunida sob a designação de Colecção Kwok On. Fruto da doação do Musée Kwok On de Paris, é formada por mais de 15.000 testemunhos das artes performativas do continente asiático e dos patrimónios narrativo, religioso e ritual de que essas artes são expressão. Documenta as principais religiões asiáticas, as suas manifestações rituais, as suas variantes e panteões, da Índia ao Japão, do Vietname à China, da Indonésia à Tailândia, passando pela religião popular chinesa, o Hinduísmo, o Xintoísmo, o Budismo e o Islamismo. Um autêntico caleidoscópio de lendas, histórias e mitos, valores e crenças, que definem e transmitem identidades asiáticas. Da colecção destacam-se os núcleos de trajes, marionetas, máscaras, jogos, instrumentos musicais, gravuras e pinturas, cartazes, estatuetas e um sem número de objectos rituais.
A colecção tem também aumentado ao longo de décadas através de missões organizadas anualmente pela Fundação Oriente, a locais onde estas práticas sociais e culturais ainda se realizam. Estas missões de recolha de peças mas também de registo dos seus contextos de produção e uso cumprem um duplo propósito: enriquecer a colecção e evitar a sua cristalização e a dos temas que a compõem, dando assim a conhecer uma outra Ásia, mais popular, transversal a todos os grupos sociais e menos estereotipada.
Dada a sua representatividade geográfica, a Colecção Kwok On é considerada uma das melhores no seu género, à escala europeia. Inclui artefactos de notável qualidade e grande impacto visual. Embora grande parte destes tenha origem em tempos remotos, alguns únicos e raros mesmo entre os principais museus congéneres, a colecção destaca-se por documentar práticas sociais e culturais ainda actuais.   

## Centro de Documentação
O Museu, além da área de Cursos, Conferências e Workshops, do Serviço Educativo, do Centro de Reuniões, da Loja e restauração, engloba o Centro de Documentação António Alçada Baptista, que tem como objectivo a promoção do conhecimento sobre as relações entre Portugal e a Ásia, no âmbito das ciências sociais e humanas, através da disponibilização e divulgação de recursos informativos.